# لوكاتوموماب
لوكاتوموماب جسم مضاد وحيد النسيلة بشري طورته نوفارتس وتجرى عليه التجارب السريرية لاستخدامه في علاج عدة أنواع من السرطان مثل الورم النقوي المتعدد ولمفومة هودجكين واللمفومة لاهودجكينية.